# Fraccionamiento Camino del Andaluz y Ruta 84
Fraccionamiento Camino del Andaluz y Ruta 84 ist eine Stadt in Uruguay.

## Geographie
Sie befindet sich im Südwesten des Departamento Canelones in dessen Sektor 16. Das Siedlungsgebiet ist in mehrere Teile zersplittert und befindet sich an der Grenze zum Nachbardepartamento Montevideo, die westlich und südlich des Stadtgebietes vom Arroyo de Toledo gebildet wird. Nachbarstädte sind die in unmittelbarer Nähe gelegenen Toledo im Nordwesten, Joaquín Suárez im Nordosten sowie Fraccionamiento Camino Maldonado im Osten.

## Infrastruktur
Durch die verschiedenen Siedlungsteile verläuft von Nordosten nach Südwesten die Ruta 84.

## Einwohner
Die Einwohnerzahl von Fraccionamiento Camino del Andaluz y Ruta 84 beträgt 9.295. (Stand: 2011)
| Jahr | Einwohner |
| ---- | --------- |
| 1963 | -         |
| 1975 | -         |
| 1985 | 5.635     |
| 1996 | 7.192     |
| 2004 | 7.145     |
| 2011 | 9.295     |

Quelle: Instituto Nacional de Estadística de Uruguay